# Australian Navy Aviation Group
La Fleet Air Arm (RAN), in precedenza denominata Australian Navy Aviation Group è la componente aerea della Royal Australian Navy, la marina militare dell'Australia. Essa è responsabile delle operazioni degli aeromobili.

## Storia
Già a partire dal 1920 la Royal Australian Navy tentò di avere il sostegno dal governo per ottenere una sua aviazione di marina, allo stesso modo in cui il Royal Naval Air Service, braccio della RAF britannica, divenne Fleet Air Arm.
Ciò fu approvato come parte dei miglioramenti apportati all'esercito australiano, ma l'opposizione della RAAF spinse il governo a sciogliere l'organizzazione nel gennaio 1928, poco dopo la sua fondazione. Da quel momento in poi, fu la stessa RAAF ad assumersi i compiti di aviazione navale principalmente con velivoli anfibi pilotati da piloti dello squadron No. 101 Flight RAAF (ed i suoi successori, No. 5 Squadron, poi No. 9 Squadron) che operava dalla nave HMAS Albatross.
I successi ottenuti deall'aviazione navale durante la Seconda guerra mondiale, riaccesero l'idea di dotare la RAN di una propria componente aerea, con il suggerimento che l'Australia fornisse il personale per gestire una portaerei britannica ed i suoi squadroni nel 1944, però, l'offerta fu ritirata a metà del 1945 carenze di organico. Una revisione del Comitato per la difesa del governo australiano tenutasi dopo la seconda guerra mondiale raccomandò che le forze del dopoguerra della RAN fossero strutturate attorno a una task force che incorporava più portaerei. Inizialmente i piani prevedevano tre portaerei, delle quali due attive ed una di riserva, ma tagli ai finanziamenti portarono all'acquisizione, nel giugno del 1947, di soli due vettori classe Majestic dalla Royal Navy britannica, la capoclasse HMS Majestic e la HMS Terrible.
La Fleet Air Arm della RAN fu fondata il 3 luglio 1947 dal Consiglio di difesa del Commonwealth per far operare gli aeromobili di questi due vettori e mantenere anche due ex basi della Royal Australian Air Force come strutture di supporto: queste diventarono l'HMAS Albatross a Nowra, e l'HMAS Nirimba a Schofields, entrambe nel Nuovo Galles del Sud. Dato che delle due navi, la Terrible, era quella più vicina al completamento, essa fu consegnata alla RAN il 16 dicembre 1948 e ribattezzata HMAS Sidney (R17).
Durante il viaggio inaugurale, alla Sydney furono assegnati i primi due squadron operativi della Fleet Air Arm australiana: l'805 Squadron dotato di Hawker Sea Fury, e l'816 Squadron dotato di Fairey Firefly. I due squadron operavano da questa come 20° Carrier Air Group (CAG). Nel 1950, la portaerei tornò in Inghilterra, dove imbarcò un nuovo gruppo, il 21° CAG, composto dall'808 Squadron e dall'817 Squadron, dotati rispettivamente di Sea Fury e Firefly.
Durante la Guerra di Corea, la Sydney fu dispiegata nelle acque coreane alla fine del 1951, con un gruppo aereo imbarcato composto dagli squadron 805, 808 e 817. The Fleet Air Arm, durante il dispiegamento, partecipò ad operazioni di attacco, supporto alle forze terrestri e ruoli di scorta, che portarono alla perdita di tre piloti ed un quarto gravemente ferito, mentre 13 aerei furono persi. Nove di questi furono abbattuti dalla contraerea nordcoreana, mentre gli altri quattro sono stati persi in incidenti sul ponte di volo o si sono schiantati a causa del maltempo.
 Nel frattempo, la Majestic era ferma in cantiere dove riceveva importanti aggiornamenti durante la costruzione per far funzionare i velivoli a reazione, compresa l'installazione di un ponte di volo angolato, catapulta a vapore e un dispositivo di atterraggio ottico.
Per consentire alla RAN di operare con due vettori mentre la Majestic veniva completata, la Royal Navy britannica prestò alla RAN la portaerei leggera HMS Vengeance della classe Colossus, alla fine del 1952. La Vengeance arrivò in Australia con tre elicotteri Bristol Sycamore per la Fleet Air Arm. Sebbene questi non siano stati i primi elicotteri militari ad entrare in servizio in Australia (quel titolo appartenente al Sikorsky S-51 della Royal Australian Air Force), i Sycamore formarono il primo squadrone di elicotteri militari australiani e portarono alla fondazione della prima scuola di pilotaggio per elicotteri australiana.

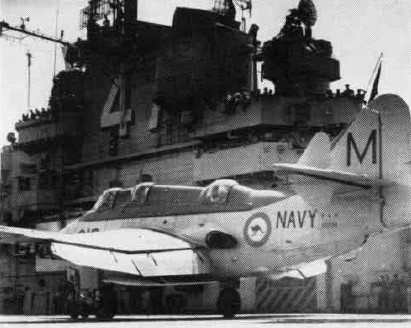
Un Gannet della RAN a bordo della USS Philippine Sea (CV-47)

La Vengeance fu riconsegnata al Regno Unito nel 1955, con il suo equipagguo trasferito alla Majestic, che fu consegnata alla RAN come HMAS Melbourne (R21) il 28 ottobre 1955. La nuova portaerei fu consegnata con nuovi aerei alla Fleet Air Arm: il cacciabombardiere de Havilland Sea Venom per gli squadron 805 e 808, ed il turboelica per la lotta antisommergibile Fairey Gannet per gli squadron 816 e 817.
Questi velivoli sarebbero diventati obsoleti alla fine degli anni cinquanta e la RAN prese in considerazione l'acquisto di aeromobili moderni di progettazione francese o italiana, che erano più piccoli dei progetti britannici e più adatti alle operazioni da portaerei leggere.
Alla fine degli anni '50, con la Sydney ritirata dal servizio come portaerei e trasformata in nave trasporto truppe, fu deciso che l'aviazione navale con velivoli ad ala fissa venisse sostituita da una forza di 27 elicotteri antisommergibili Westland Wessex che operasse dalla Melbourne. Questa decisione fu rivista nel 1963, with l'ordine per la FAA dell'aereo antisommergibili Grumman S-2E Tracker e del caccia McDonnell Douglas A-4G Skyhawk. Sebbene la Melbourne ed il suo gruppo di battaglia non abbiano avuto alcun ruolo nella Guerra del Vietnam, gli sciatori di marina australiani presereo parte a voli of con la Royal Australian Navy Helicopter Flight Vietnam (una componente interforze australiana-americana e con il distaccamento RAN denominato 9 squadron Vietnam che era aggregato al No. 9 Squadron della RAAF.
Nel 1972, i Wessex della Fleet Air Arm furono sostituiti con gli elicotteri antisommergibile Westland Sea King, sebbene un piccolo numero di Wessex continuasse ad essere utilizzati come elicotteri utility e nella ricerca e soccorso. La Melbourne rimase in servizio fino alla metà del 1982, anno in cui fu messa in riserva. Il governo australiano, inizialmente, progettò di acquistare L' HMS Invincible dalla Royal Navy britannica e di operare da essa con aerei a decollo verticale Sea Harrier ed elicotteri, ma gli inglesi ritirarono l'offerta dopo l'utilizzo della nave nella guerra delle Falkland, e le elezioni del 1983 del Partito laburista australiano videro annullamento dei piani per la sostituzione della portaerei.

## Aeromobili in uso
Sezione aggiornata annualmente in base al World Air Force di Flightglobal del corrente anno. Tale annuario non contempla aerei da trasporto VIP ed eventuali incidenti accorsi durante l'anno della sua pubblicazione. Modifiche giornaliere o mensili che potrebbero portare a discordanze nel tipo di modelli in servizio e nel loro numero rispetto a WAF, vengono apportate in base a siti specializzati, periodici mensili e bimestrali. Tali modifiche vengono apportate onde rendere quanto più aggiornata la tabella.
| Aeromobile                        | Origine        | Tipo                                  | Versione (denominazione locale) | In servizio (2019) | Note                                                       | Immagine |
| Aerei da pattugliamento marittimo |                |                                       |                                 |                    |                                                            |          |
| Bombardier Dash-8                 | Canada         | aereo da pattugliamento marittimo SAR | Dash-8-200                      | 1                  | 1 Dash-8 entrato in servizio a partire dal 2009.           |          |
| Elicotteri                        |                |                                       |                                 |                    |                                                            |          |
| NHIndustries MRH-90 Taipan        | Unione europea | elicottero utility                    | MRH 90                          | 7                  | 7 consegnati.                                              |          |
| Eurocopter EC 135                 | Francia        | elicottero da addestramento           | EC-135RT2+                      | 15                 | 15 EC-135T2+ consegnati ed utilizzati per l'addestramento. |          |
| Bell 429 Globalranger             | Stati Uniti    | elicottero utility e da addestramento | Bell 429                        | 1                  | 3 Bell 429 entrati in servizio a partire dall'aprile 2012. |          |
| Sikorsky MH-60 Seahawk            | Stati Uniti    | elicottero ASW                        | MH-60R                          | 24                 | 24 MH-60R consegnati tra il 2013 ed il 2016.               |          |

## Aeromobili ritirati
- Kaman SH-2G Seasprite - 10 in servizio dal 2003 al 2008.[32]